# Gert Schnider
Gert Schnider (* 9. April 1979 in Graz) ist ein österreichischer professioneller multitalentierter Brettspieler, u. a. des Schach (Internationaler Meister), Go (5. Dan) und Shōgi (5. Dan in Japan = 3. Dan in Europa) und ein Großmeister des Abalone.
Er wurde auf der Denk-Sport-Olympiade 1999 und 2000 Weltmeister des Abalone und 2000 Weltmeister des Decamentathlon – bis heute (2017) ist er der einzige nicht-englischsprachige Teilnehmer, der diesen Gesamttitel errang. 
2000 richtete er die Erste Internationale Österreichische Shogi-Meisterschaft aus.
Er lebt in Graz als staatlich geprüfter Schachtrainer (A-Trainer).